# St. Mauritius (Straßburg)

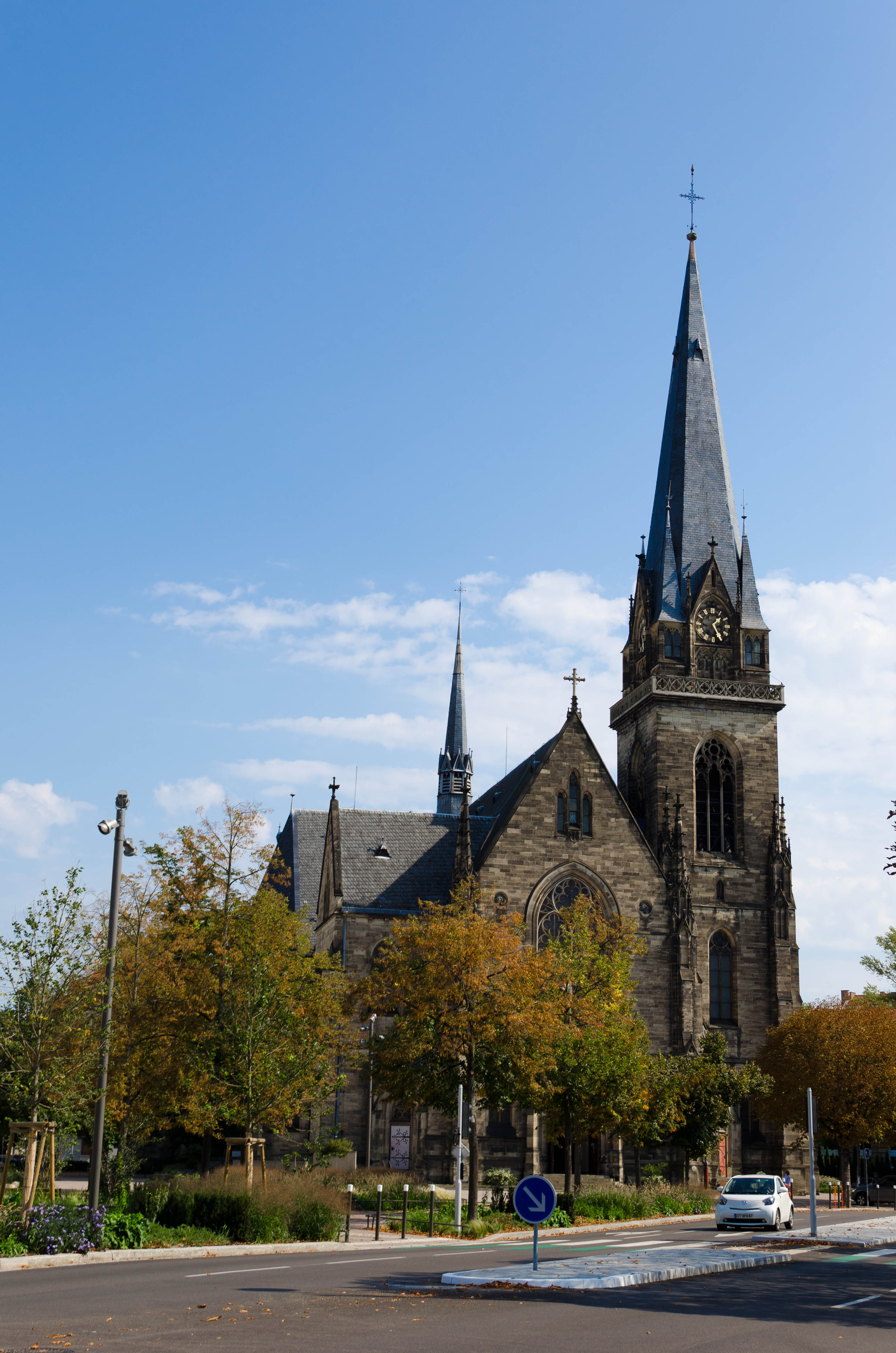
Fassade und Glockenturm

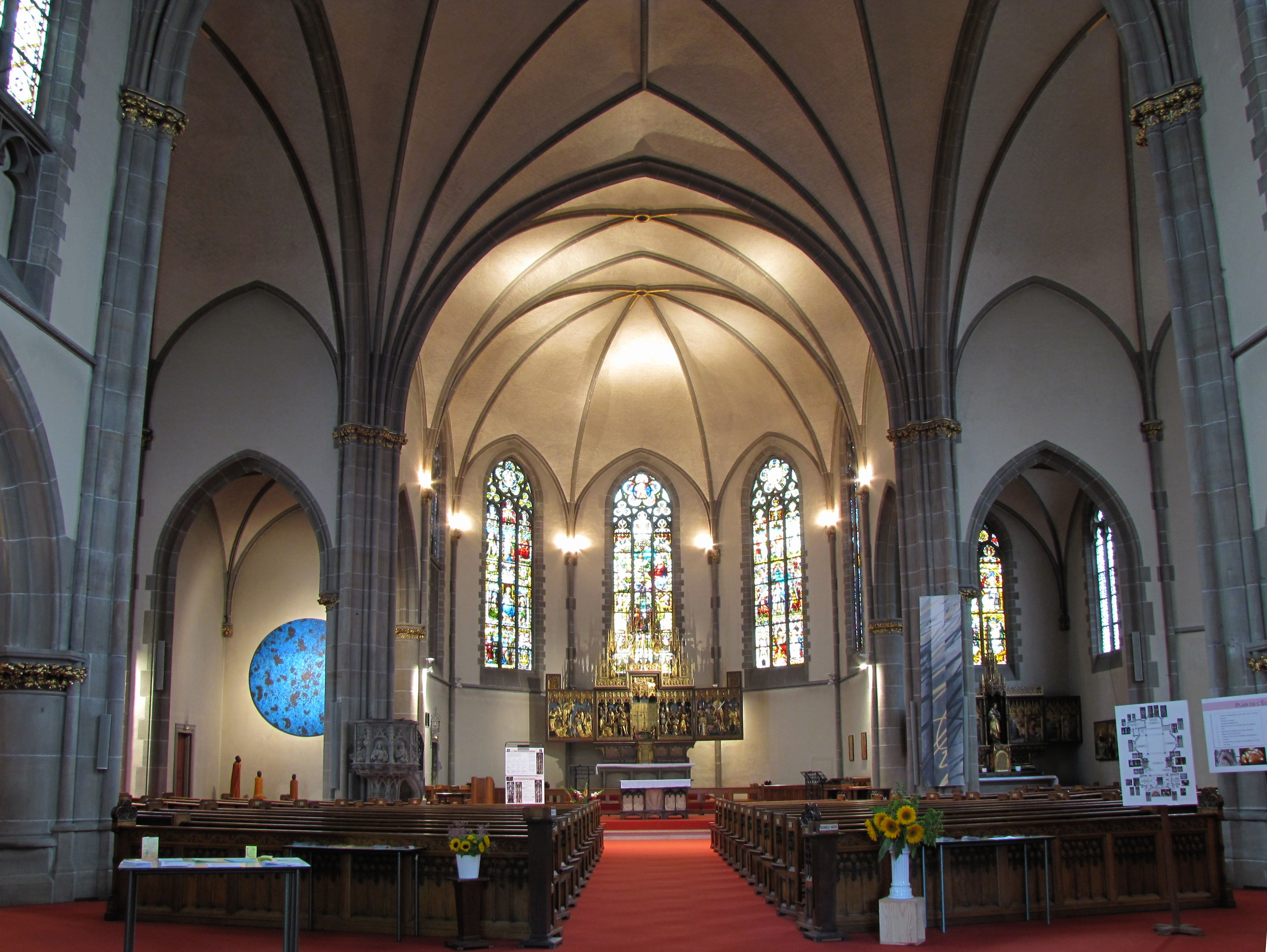
Blick in den Chor

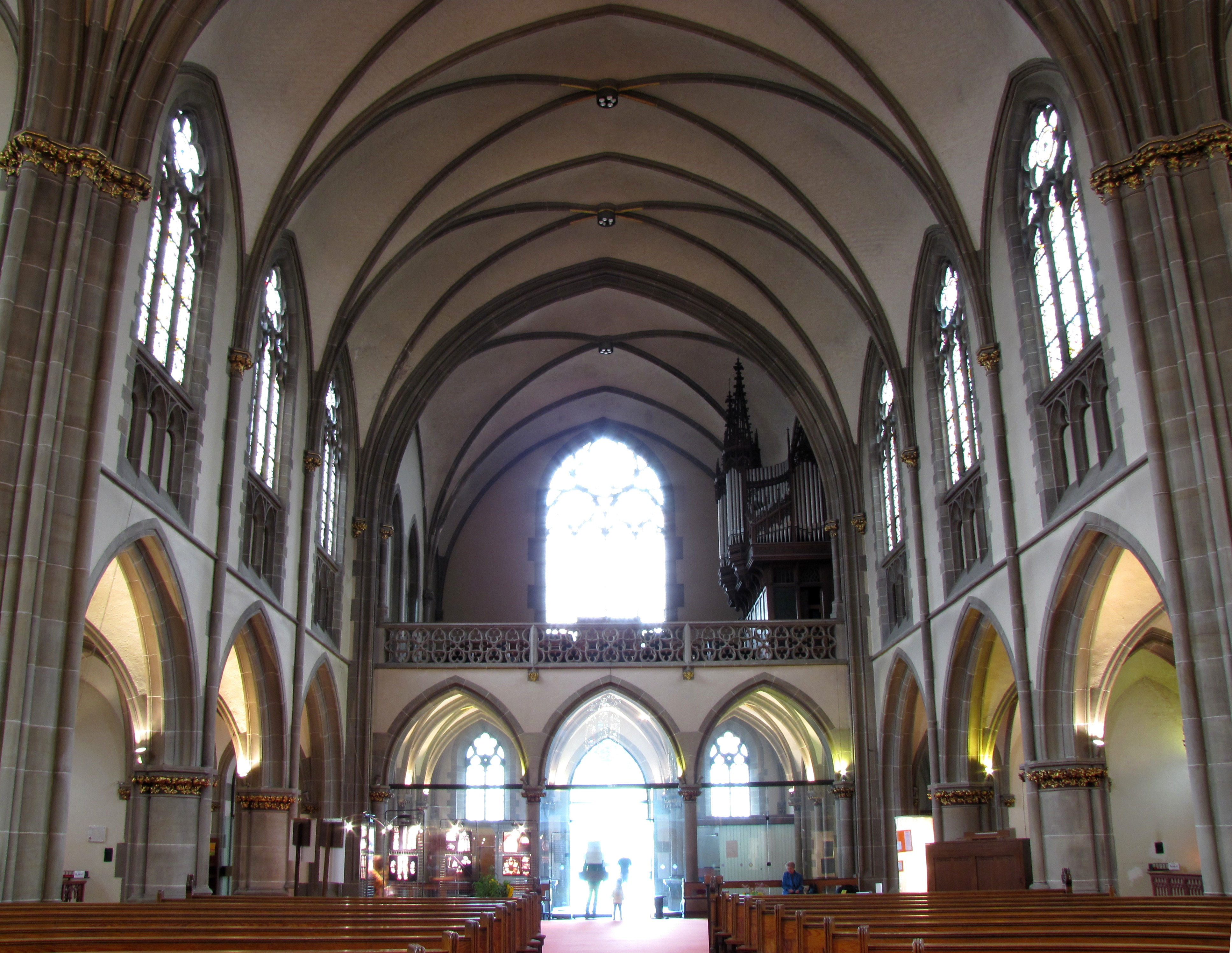
Blick auf das Westwerk mit Orgelprospekt

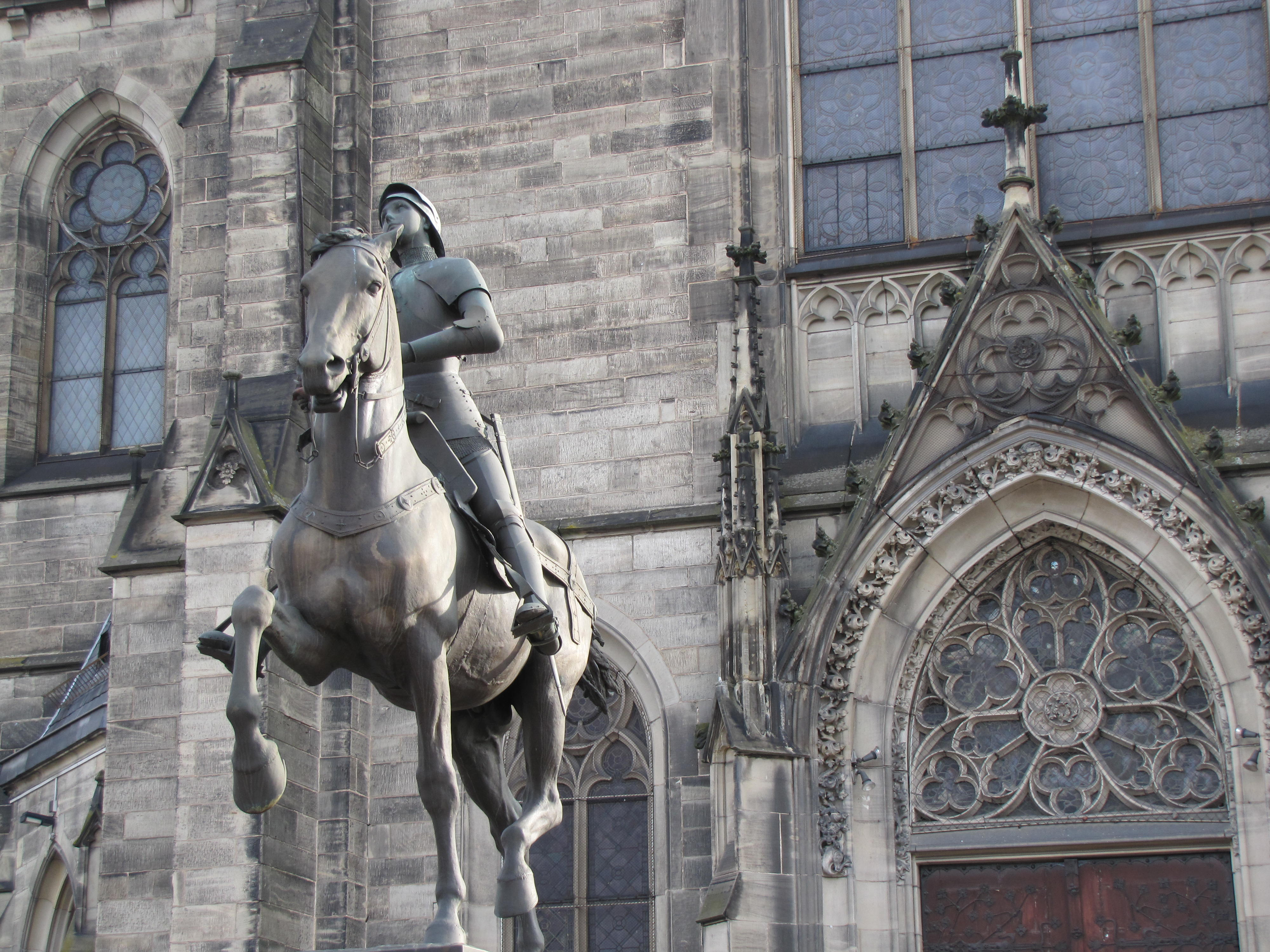
Reiterstatue von Jeanne d’Arc vor dem Hauptportal

Die römisch-katholische Kirche St. Mauritius (Église Saint-Maurice) in der Straßburger Neustadt wurde als Garnisonkirche nach Entwurf des Architekten und späteren Mainzer Dombaumeisters Ludwig Becker im neugotischen Stil errichtet. Beckers Entwurf ging aus einem 1893 durchgeführten Architektenwettbewerb hervor; die Kirche wurde nach mehrjähriger Bauzeit am 28. Mai 1899 eingeweiht.

## Beschreibung
Wie ihr protestantisches Pendant, die Paulskirche, wurde sie als weithin sichtbares Monument konzipiert: Ihr schlanker Glockenturm steht am Ende einer kilometerlangen, architektonisch einheitlichen Nordwest-Südost-Perspektive vom Place de Haguenau bis zum Place Arnold.

## Ausstattung
An der Ausstattung sind die historistischen Bleiglasfenster bemerkenswert, insbesondere in der Vorhalle und im Chor, sowie die riesige und ungewöhnlich angelegte Orgel von Friedrich Weigle aus dem Jahre 1899, die (Stand August 2022) nicht spielbar ist und restauriert wird. Das Instrument hat 43 Register auf drei Manualen und Pedal.
| I Grand Orgue C–g3 |        |
| Principal          | 16′    |
| Principal          | 8′     |
| Bourdon            | 8′     |
| Wienerfloete       | 8′     |
| Viole de gambe     | 8′     |
| Octave             | 4′     |
| Flûte à cheminée   | 4′     |
| Doublette          | 2′     |
| Cornet III-V       | 8′     |
| Mixture VI         | 3 1⁄5′ |
| Bombarde           | 16′    |
| Trompette          | 8′     |
| Clairon            | 4′     |

| II Positif expressif C–g3 |       |
| Geigenprincipal           | 8′    |
| Hohlfloete                | 8′    |
| Salicional                | 8′    |
| Unda maris                | 8′    |
| Flûte harm. solo          | 4′    |
| Nasard                    | 2 ⁄3′ |
| Cornet III                | 4′    |
| Basson                    | 16′   |
| Trompette harm.           | 8′    |
| Clairon                   | 4′    |
| Clarinette                | 8′    |
| Trémolo                   |       |

| III Récit expressif C–g3 |     |
| Quintaton                | 16′ |
| Bourdon double           | 8′  |
| Gemshorn                 | 8′  |
| Viole                    | 8′  |
| Aéoline                  | 8′  |
| Voix céleste             | 8′  |
| Flûte traverse           | 4′  |
| Flageolet                | 2′  |
| Plein-jeu V              |     |
| Hautbois                 | 8′  |
| Voix humaine             | 8′  |
| Trémolo                  |     |

| Pédale C–g1          |     |
| Principal acoustique | 32′ |
| Principal            | 16′ |
| Violoncelle          | 16′ |
| Soubasse             | 16′ |
| Octavebasse          | 8′  |
| Violoncelle          | 8′  |
| Choralbass           | 4′  |
| Posaune              | 16′ |

- Koppeln: II/I (auch als Suboktavkoppel), III/I, III/II, I/P, II/P, III/P

Vor der Kirche befindet sich eine Reiterstatue von Jeanne d’Arc (1922), die zum Leidwesen der Stadtverwaltung regelmäßig als Treffpunkt für nationalistische Kundgebungen dient.